# 回憶太清晰
回忆太清晰是美国創作歌手泰勒·斯威夫特的一首歌曲，收录于其第4张录音室专辑《红》中。歌曲由斯威夫特和利茲·羅斯共同創作，並由斯威夫特及内森·查普曼共同製作。在经剪辑之前原长約20分鐘。
歌曲发行后获得了乐评的好评，许多乐评称其回归了斯威夫特的乡村风格。商业上，歌曲在《告示牌》百強單曲榜最高排第80名。斯威夫特在第56届格莱美奖颁奖典礼上现场表演了这首歌曲。此外，歌曲是红巡回演唱会（5分钟版本）和时代巡回演唱会（10分钟完整版）的常规表演曲目，也是1989世界巡迴演唱會和舉世盛名體育場巡迴演唱會的特殊表演曲目（均为5分钟版）。

## 背景与创作
回忆太清晰是斯威夫特为专辑《红》创作的第一首歌曲。斯威夫特与其出道初期经常合作的利茲·羅斯共同创作了這首歌。歌曲的创作灵感据称源于斯威夫特的前男友杰克·吉林哈尔。
羅斯表示这首歌在剪辑之前原长為約10-20分钟。而斯威夫特称这首歌是“这张专辑最难写的（作品）”，她希望能把一个故事以歌的形式写出，但又不能让歌曲太长，因此花了很长时间将这首歌从10-20分钟剪到现在的长度。
2019年7月，斯威夫特在一場Instagram的直播中，表示會於同年8月23日發行的新專輯《情人》豪華版本中印出此曲之原版歌詞。
2021年6月18日，斯威夫特宣佈《红（泰勒絲全新版）》將於2021年11月19日發佈。同日，斯威夫特在社交媒體上提及該重錄專輯將“包含30首歌曲，其中一首長達10分鐘”，使網友猜測此曲的10-20分鐘原版將會收錄進重錄專輯中（現已確定收錄）。

## 乐评
歌曲获得了专业乐评的好评，许多乐评称其回归了斯威夫特的乡村风格。《偏锋杂志》在其乐评中专门称赞了这首歌曲，表示歌曲是专辑最好的歌曲，并赞美了歌曲的歌词“You call me up again just to break me like a promise/So casually cruel in the name of being honest”（你再次打给我，却只是给我一击 / 随意的无情，却披上真诚的外衣。）《告示牌》亦给予歌曲好评，认为歌曲乡村风格浓重，很适合收在《爱的告白》中。而杂志亦指出歌曲放入《红》中提醒了人们斯威夫特歌曲不会脱离这类曲风。About.com给予歌曲四星评价（满分五星），表示歌曲有着“碎片化的吉他音型”。《PopCrush》亦赞扬了这首歌曲，写道：“斯威夫特回归了更加伤感和直白的抒情歌中。论曲，歌曲较为简陋。但论词，歌曲细节充实”。

## 现场表演

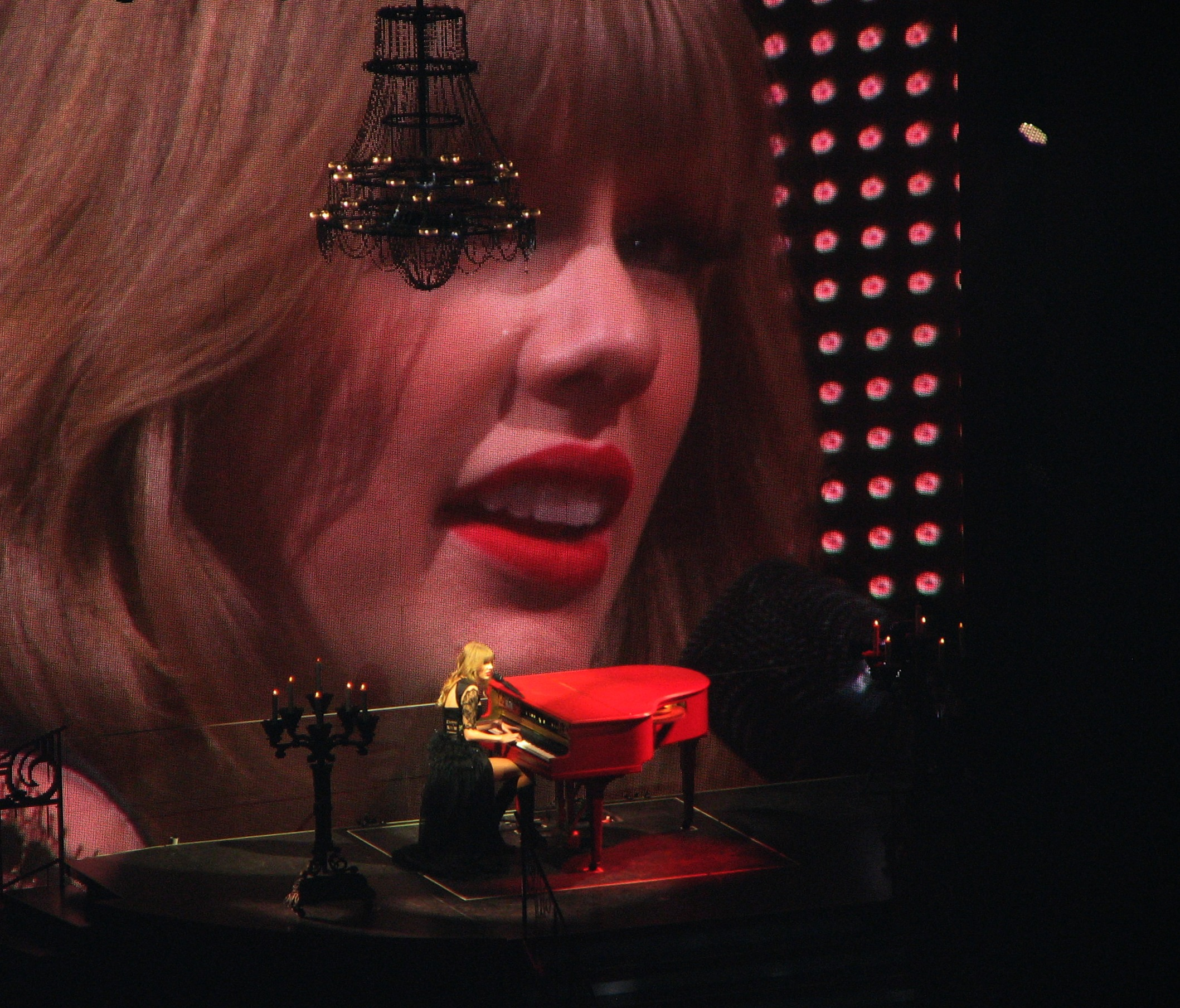
斯威夫特在2013年的红巡回演唱会上演唱該歌曲

2014年1月26日，斯威夫特在第56届格莱美奖颁奖典礼上表演了《回憶太清晰》。她身穿礼服，在舞台上用钢琴弹唱了这首歌曲，一现场乐队在表演中途加入了演出。斯威夫特在歌曲高潮部分的甩头动作引起了媒体的大面积关注。《The Slanted》的肖恩·托马斯称其为“当晚最佳表演”，而《Pop Crush》的艾米·薩熱多则表示表演“令人难忘”。
斯威夫特在红巡回演唱会的每一场演出都以钢琴弹唱了本歌曲。之後，斯威夫特分別在2015年8月21日的1989世界巡迴演唱會洛杉矶斯台普斯中心場、2017年2月4日在休斯敦的超级碗预热演唱会、2018年的舉世盛名體育場巡迴演唱會多個場次、2018年6月27日的《AT&T斯威夫特 NOW：芝加哥秘密演唱會》和2019年9月9日在法國巴黎的情人之城演唱會上表演了該曲，其中兩次巡演和在芝加哥的表演為不插電演唱。
2022年11月16日，斯威夫特在《回憶太清晰：電影短片》的首映禮上首次演唱了歌曲的10分鐘完整版，之後亦在2021年11月17日的《週六夜現場》、2022年6月12日的翠貝卡電影節和2022年9月9日的多倫多國際電影節上演唱了10分鐘版本。10分鐘版本亦被列入了2023年舉行的時代巡回演唱會的常規曲目中。

## 榜单成绩
| 榜单（2012年-2013年）            | 最高 排位 |
| -------------------------------- | --------- |
| 加拿大（Canadian Hot 100）       | 59        |
| 美国（《告示牌》百大單曲榜）     | 80        |
| 美國（《告示牌》热门乡村歌曲榜） | 17        |
| 美国（《告示牌》乡村电台榜）     | 58        |

## 重录版本
斯威夫特为她2021年重新录制的专辑《红 (重制版)》重新录制了两个版本的回忆太清晰。前者回忆太清晰 (重制版)是对2012年原版歌曲的重新录制；后者回忆太清晰（10分钟版）是这首歌的未删节版本，包含之前被剪辑的原始歌词和旋律。歌曲的十分钟版本作为《红 (重制版)》的宣传单曲于2021年11月15日通过联众唱片发行。单曲数字发行的第二天，斯威夫特在《回忆太清晰：电影短片》的首映礼上演唱了这首歌，并在首映礼次日晚上的《周六夜现场》上电视演唱了歌曲。
回忆太清晰（10分钟版）得到了乐评人的好评，其中许多人称赞其歌曲结构、斯威夫特展示的“史诗般的”演唱技巧，以及比5分钟原版提供更多背景和观点的扩展故事。在商业上，回忆太清晰 (重制版)在澳大利亚、加拿大、爱尔兰、新西兰、美国、马来西亚和新加坡的排行榜上名列前茅，并在印度和英国进入前五名；它打破了吉尼斯世界纪录，成为有史以来歌曲时长最长的《公告牌》百强单曲榜冠军歌曲。斯威夫特在许多国家的排行榜上实现了专辑与歌曲双双夺冠。

### 榜单
| 榜单（2021年）                     | 最高排行 |
| ---------------------------------- | -------- |
| 阿根廷（Argentina Hot 100）        | 79       |
| 澳大利亚（澳大利亚唱片业协会榜）   | 1        |
| 加拿大（Canadian Hot 100）         | 1        |
| 捷克（百強數位單曲榜）             | 95       |
| 丹麦（Hitlisten）                  | 33       |
| 全球（Billboard Global 200）       | 1        |
| 希腊（IFPI）                       | 11       |
| 匈牙利（四十強單曲榜）             | 17       |
| 匈牙利（四十強串流榜）             | 31       |
| 冰岛（Plötutíðindi）               | 25       |
| 印度（IMI）                        | 5        |
| 愛爾蘭（愛爾蘭唱片音樂協會单曲榜） | 1        |
| 意大利（意大利音乐产业联盟）       | 69       |
| 立陶宛（AGATA）                    | 39       |
| 马来西亚（馬來西亞唱片業協會）     | 1        |
| 荷兰（荷蘭四十強單曲榜）           | 32       |
| 荷兰（百强单曲榜）                 | 39       |
| 新西兰（新西兰唱片音乐协会）       | 1        |
| 挪威（世界之路榜单）               | 30       |
| 新加坡（新加坡唱片業協會）         | 1        |
| 斯洛文尼亚（数字单曲百强榜）       | 81       |
| 南非（南非唱片工业协会）           | 13       |
| 西班牙（西班牙音乐制作协会）       | 25       |
| 瑞典（瑞典最热榜）                 | 47       |
| 英國（官方榜单公司單曲榜）         | 3        |
| 美国（《告示牌》百大單曲榜）       | 1        |
| 美國（《告示牌》热门乡村歌曲榜）   | 1        |

### 发行历史
| 地区 | 时间           | 格式              | 版本                          | 唱片公司 | 参考          |
| ---- | -------------- | ----------------- | ----------------------------- | -------- | ------------- |
| 美国 | 2021年11月15日 | 数字下载 在线收听 | 原版                          | 联众     | [ 53 ]        |
| 全球 | 2021年11月15日 | 数字下载 在线收听 | 现场版                        | 联众     | [ 54 ]        |
| 全球 | 2021年11月17日 | 数字下载 在线收听 | 不插电版（"Sad Girl Autumn"） | 联众     | [ 55 ] [ 56 ] |